# Kadri Voorand

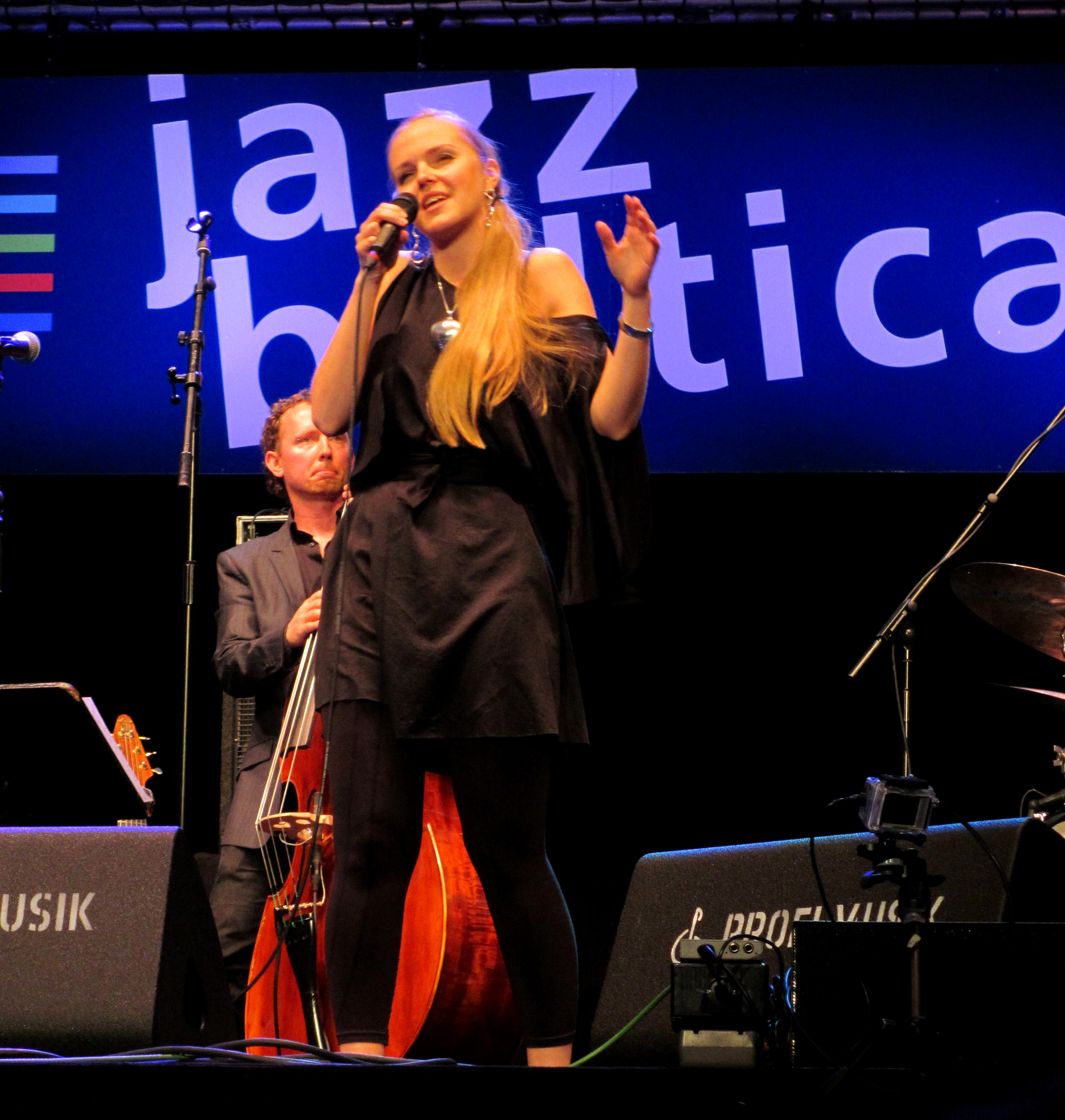
Auftritt von Kadri Voorand bei Jazz Baltica 2013

Kadri Voorand (* 18. November 1986 in Haljala) ist eine estnische Musikerin (Gesang, Komposition) in der Bandbreite zwischen Jazz, Folk und Popmusik.

## Leben und Wirken
Kadri Voorand stammt aus einer Familie von Volksmusikern und ist mit traditioneller estnischer Musik aufgewachsen. Beeinflusst ist sie vom nordischen Runo-Gesang und seiner textlichen und melodischen Improvisation. Mit fünf Jahren begann sie, klassisches Klavier zu studieren, mit sechs schrieb sie erste eigene Lieder. Früh spielte sie als Geigerin im Volksensemble ihrer Mutter. Als Jugendliche bildete sie eine A–cappella–Band, für die sie auch komponierte und arrangierte. Sie studierte an der estnischen Musik- und Theaterakademie und der Königlichen Musikakademie in Stockholm. Sie wurde vom estnischen Präsidenten Kersti Kaljulaid zur „Jungen Kulturpersönlichkeit des Jahres“ ernannt; des Weiteren erhielt sie den „Estonian Music Award“.
2010 wirkte Voorand in New York bei Aufnahmen von Anthony Branker & Ascent mit; in den folgenden Jahren arbeitete sie u. a. mit Tanel Ruben, dem Tormis Quartet (Tormisele – Hommage to Veljo Tormis, 2017) und mit dem Ensemble Tõnu Kaljuste/Tõnu Kõrvits/Anja Lechner und mit Tõnu Kõrvits und dem Tallinn Chamber Orchestra (Mirror, ECM). Außerdem trat sie im Duo mit dem Bassisten (und Gitarristen) Mihkel Mälgand auf. Nach ihrem Debütalbum Kosmogooniline etüüd (Sheikid) erschien 2018 ihr Album Armupurjus; 2020 veröffentlichte Voorand ihr Album In Duo with Mihkel Mälgand auch in Deutschland (ACT).